# ルーシー・マルホール
ルーシー・マルホール（Lucy Mulhall、1993年9月29日 - ）は、アイルランドの女子ラグビー選手。ルーシー・ロックと表記されることもある。

## プロフィール
- アイルランド・ティナヘリー出身[2]。
- ポジションはスクラムハーフ(SH)。
- 身長 156cm、体重 61kg

## 略歴
2024年、パリ五輪の7人制女子アイルランド代表に選ばれた。